# Älgtjärnet (Gräsmarks socken, Värmland, 665045-133184)
Älgtjärnet är en sjö i Sunne kommun i Värmland och ingår i Göta älvs huvudavrinningsområde.